# Volta ao País Basco de 2016
A 56.ª edição da Volta ao País Basco disputa-se entre 4 e 9 de abril do 2016 no País Basco (comunidade autónoma espanhola). Está composta por seis etapas: cinco em estrada e a última em contrarrelógio, completando assim um percurso de 853,2 quilómetros.
A prova pertenceu ao UCI WorldTour de 2016, calendário ciclístico de máximo nível mundial, sendo a nona corrida de dito circuito.
O ganhador final foi Alberto Contador depois de fazer-se com a última etapa contrarrelógio. Acompanharam-lhe no pódio os colombianos Sergio Henao (quem fez-se com a classificação dos pontos) e Nairo Quintana, respectivamente.
Nas outras classificações secundárias impuseram-se Diego Rosa (montanha), Nicolas Edet (metas volantes) e Sky (equipas).

## Percurso
Ao igual que ocorreu na edição do 2013, teve muito protagonismo na mesma zona de Guipúscoa, passando praticamente pelos mesmos lugares na 1.ª e 5.ª etapa —e na contrarrelógio final que sempre passa pelo mesmo lugar que a sua etapa precedente—. Depois passa pelo porto de San Miguel e pelas localidades de Echevarria e Elgoibar passou também ao começo da 2.ª etapa.
Os últimos 60 km da 1.ª etapa foram os mesmos que os da 5.ª etapa da Volta ao País Basco de 2014. Ainda que nesta ocasião a dureza global foi maior ao ter 3 portos pontuáveis mais na zona inicial e intermediária da etapa.
Como grande novidade se incluíram vertentes diferentes a Arrate (Ixua ou Usartza). Assim na 5.ª etapa o primeiro passo até Ixua antes da subida final fez-se desde Matsaria com os 2 km centrais ao 14,7 % de desnível médio. Na contrarrelógio final também se subiu Ixua por outra nova vertente mas não completamente já que se desceu pela vertente tradicional até Eibar para totalizar 16,5 km de circuito -menos 1 km do habitual na contrarrelógio final-; essa se fez pelo polígono de Azitain com os 4 km finais ao 10,8 % de desnível médio.

## Equipas participantes
Tomaram parte na corrida 20 equipas: todos os UCI ProTeam (ao ser obrigada sua participação), mais 2 de categoria Profissional Continental convidados pela organização (Caja Rural-Seguros RGA e Cofidis, Solutions Crédits). Formando assim um pelotão de 158 ciclistas, com 8 corredores a cada equipa excetuando a equipa Movistar que formou com 6 devido a doença dos irmãos Ion Izagirre e Gorka Izagirre, dos que acabaram 97. As equipas participantes foram:
| Equipes WorldTeam (18)- AG2R La Mondiale - Astana - BMC Racing Team - Cannondale - Dimension Data - Etixx-Quick Step - FDJ - Giant-Alpecin - IAM Cycling - Katusha - Lampre-Merida - Lotto NL-Jumbo - Lotto-Soudal - Movistar Team - Orica-GreenEDGE - Sky - Tinkoff - Trek-Segafredo Equipes profissionais Continentais (2)- Caja Rural-Seguros RGA - Cofidis, Solutions Crédits |
| |

Como curiosidade, com respeito à edição anterior a única novidade quanto às equipas foi a inclusão do Dimension Data ao ascender este a categoria UCI ProTeam.

## Etapas
| Etapa | Data   | Percurso                     | type                      | Distância (km) | Vencedor          | Líder geral       |
| ----- | ------ | ---------------------------- | ------------------------- | -------------- | ----------------- | ----------------- |
| 1     | 4 abr. | Echevarría – Marquina-Jeméin | média montanha            | 144            | Luis León Sánchez | Luis León Sánchez |
| 2     | 5 abr. | Marquina-Jeméin – Amurrio    | média montanha            | 174,3          | Mikel Landa       | Mikel Landa       |
| 3     | 6 abr. | Vitoria-Gasteiz – Lesaca     | média montanha            | 193,5          | Steve Cummings    | Mikel Landa       |
| 4     | 7 abr. | Lesaca – Orio                | média montanha            | 165            | Samuel Sánchez    | Wilco Kelderman   |
| 5     | 8 abr. | Orio – Arrate                | alta montanha             | 159            | Diego Rosa        | Sergio Henao      |
| 6     | 9 abr. | Eibar – Eibar                | contrarrelógio individual | 16,5           | Alberto Contador  | Alberto Contador  |

## Desenvolvimento da corrida

### Etapa 1
| Echevarría - Marquina-Jeméin | média montanha | (144 km) |

| \| Classificação por etapas \| Classificação por etapas \| Classificação por etapas \| Classificação por etapas \| Classificação por etapas \| \| Ciclista \| Ciclista \| Equipe \| Tempo \| \| \| ------------------------ \| ------------------------ \| -------------------------- \| ------------------------ \| ------------------------ \| \| 1. \| Luis León Sánchez \| Astana \| 3h54m21s \| \| \| 2. \| Daniel Navarro \| Cofidis, Solutions Crédits \| + 0s \| \| \| 3. \| Simon Gerrans \| Orica-GreenEDGE \| + 0s \| \| \| 4. \| Fabio Felline \| Trek-Segafredo \| + 0s \| \| \| 5. \| Simon Clarke \| Cannondale \| + 0s \| \| \| 6. \| Jan Bakelants \| AG2R La Mondiale \| + 0s \| \| \| 7. \| Daniel Martin \| Etixx-Quick Step \| + 0s \| \| \| 8. \| Warren Barguil \| Giant-Alpecin \| + 0s \| \| \| 9. \| Tony Gallopin \| Lotto-Soudal \| + 0s \| \| \| 10. \| Serguei Chernetski \| Katusha \| + 0s \| \| |                    |                            |          |
| |                    |                            |          |
| Fonte: ProCyclingStats |                    |                            |          |
| Classificação por etapas |                    |                            |          |
| Ciclista | Ciclista           | Equipe                     | Tempo    |
| 1. | Luis León Sánchez  | Astana                     | 3h54m21s |
| 2. | Daniel Navarro     | Cofidis, Solutions Crédits | + 0s     |
| 3. | Simon Gerrans      | Orica-GreenEDGE            | + 0s     |
| 4. | Fabio Felline      | Trek-Segafredo             | + 0s     |
| 5. | Simon Clarke       | Cannondale                 | + 0s     |
| 6. | Jan Bakelants      | AG2R La Mondiale           | + 0s     |
| 7. | Daniel Martin      | Etixx-Quick Step           | + 0s     |
| 8. | Warren Barguil     | Giant-Alpecin              | + 0s     |
| 9. | Tony Gallopin      | Lotto-Soudal               | + 0s     |
| 10. | Serguei Chernetski | Katusha                    | + 0s     |

| \| Classificação geral \| Classificação geral \| Classificação geral \| Classificação geral \| Classificação geral \| \| Ciclista \| Ciclista \| Equipe \| Tempo \| \| \| ------------------- \| ------------------- \| -------------------------- \| ------------------- \| ------------------- \| \| 1. \| Luis León Sánchez \| Astana \| 3h54m21s \| \| \| 2. \| Daniel Navarro \| Cofidis, Solutions Crédits \| + 0s \| \| \| 3. \| Simon Gerrans \| Orica-GreenEDGE \| + 0s \| \| \| 4. \| Fabio Felline \| Trek-Segafredo \| + 0s \| \| \| 5. \| Simon Clarke \| Cannondale \| + 0s \| \| \| 6. \| Jan Bakelants \| AG2R La Mondiale \| + 0s \| \| \| 7. \| Daniel Martin \| Etixx-Quick Step \| + 0s \| \| \| 8. \| Warren Barguil \| Giant-Alpecin \| + 0s \| \| \| 9. \| Tony Gallopin \| Lotto-Soudal \| + 0s \| \| \| 10. \| Serguei Chernetski \| Katusha \| + 0s \| \| |                    |                            |          |
| |                    |                            |          |
| Fonte: ProCyclingStats |                    |                            |          |
| Classificação geral |                    |                            |          |
| Ciclista | Ciclista           | Equipe                     | Tempo    |
| 1. | Luis León Sánchez  | Astana                     | 3h54m21s |
| 2. | Daniel Navarro     | Cofidis, Solutions Crédits | + 0s     |
| 3. | Simon Gerrans      | Orica-GreenEDGE            | + 0s     |
| 4. | Fabio Felline      | Trek-Segafredo             | + 0s     |
| 5. | Simon Clarke       | Cannondale                 | + 0s     |
| 6. | Jan Bakelants      | AG2R La Mondiale           | + 0s     |
| 7. | Daniel Martin      | Etixx-Quick Step           | + 0s     |
| 8. | Warren Barguil     | Giant-Alpecin              | + 0s     |
| 9. | Tony Gallopin      | Lotto-Soudal               | + 0s     |
| 10. | Serguei Chernetski | Katusha                    | + 0s     |

### Etapa 2
| Marquina-Jeméin - Amurrio | média montanha | (174,3 km) |

| \| Classificação por etapas \| Classificação por etapas \| Classificação por etapas \| Classificação por etapas \| Classificação por etapas \| \| Ciclista \| Ciclista \| Equipe \| Tempo \| \| \| ------------------------ \| ------------------------ \| ------------------------ \| ------------------------ \| ------------------------ \| \| 1. \| Mikel Landa \| Team Sky \| 4h43m17s \| \| \| 2. \| Wilco Kelderman \| LottoNL-Jumbo \| + 1s \| \| \| 3. \| Sergio Henao \| Team Sky \| + 5s \| \| \| 4. \| Samuel Sánchez \| BMC Racing Team \| + 9s \| \| \| 5. \| Alberto Contador \| Tinkoff \| + 11s \| \| \| 6. \| Thibaut Pinot \| FDJ \| + 13s \| \| \| 7. \| Rui Costa \| Lampre-Merida \| + 15s \| \| \| 8. \| Nairo Quintana \| Movistar Team \| + 15s \| \| \| 9. \| Robert Gesink \| LottoNL-Jumbo \| + 15s \| \| \| 10. \| Sébastien Reichenbach \| FDJ \| + 15s \| \| |                       |                 |          |
| |                       |                 |          |
| Fonte: ProCyclingStats |                       |                 |          |
| Classificação por etapas |                       |                 |          |
| Ciclista | Ciclista              | Equipe          | Tempo    |
| 1. | Mikel Landa           | Team Sky        | 4h43m17s |
| 2. | Wilco Kelderman       | LottoNL-Jumbo   | + 1s     |
| 3. | Sergio Henao          | Team Sky        | + 5s     |
| 4. | Samuel Sánchez        | BMC Racing Team | + 9s     |
| 5. | Alberto Contador      | Tinkoff         | + 11s    |
| 6. | Thibaut Pinot         | FDJ             | + 13s    |
| 7. | Rui Costa             | Lampre-Merida   | + 15s    |
| 8. | Nairo Quintana        | Movistar Team   | + 15s    |
| 9. | Robert Gesink         | LottoNL-Jumbo   | + 15s    |
| 10. | Sébastien Reichenbach | FDJ             | + 15s    |

| \| Classificação geral \| Classificação geral \| Classificação geral \| Classificação geral \| Classificação geral \| \| Ciclista \| Ciclista \| Equipe \| Tempo \| \| \| ------------------- \| --------------------- \| ------------------- \| ------------------- \| ------------------- \| \| 1. \| Mikel Landa \| Team Sky \| 8h37m38s \| \| \| 2. \| Wilco Kelderman \| LottoNL-Jumbo \| + 1s \| \| \| 3. \| Sergio Henao \| Team Sky \| + 5s \| \| \| 4. \| Samuel Sánchez \| BMC Racing Team \| + 9s \| \| \| 5. \| Alberto Contador \| Tinkoff \| + 11s \| \| \| 6. \| Thibaut Pinot \| FDJ \| + 13s \| \| \| 7. \| Rui Costa \| Lampre-Merida \| + 15s \| \| \| 8. \| Nairo Quintana \| Movistar Team \| + 15s \| \| \| 9. \| Robert Gesink \| LottoNL-Jumbo \| + 15s \| \| \| 10. \| Sébastien Reichenbach \| FDJ \| + 15s \| \| |                       |                 |          |
| |                       |                 |          |
| Fonte: ProCyclingStats |                       |                 |          |
| Classificação geral |                       |                 |          |
| Ciclista | Ciclista              | Equipe          | Tempo    |
| 1. | Mikel Landa           | Team Sky        | 8h37m38s |
| 2. | Wilco Kelderman       | LottoNL-Jumbo   | + 1s     |
| 3. | Sergio Henao          | Team Sky        | + 5s     |
| 4. | Samuel Sánchez        | BMC Racing Team | + 9s     |
| 5. | Alberto Contador      | Tinkoff         | + 11s    |
| 6. | Thibaut Pinot         | FDJ             | + 13s    |
| 7. | Rui Costa             | Lampre-Merida   | + 15s    |
| 8. | Nairo Quintana        | Movistar Team   | + 15s    |
| 9. | Robert Gesink         | LottoNL-Jumbo   | + 15s    |
| 10. | Sébastien Reichenbach | FDJ             | + 15s    |

### Etapa 3
| Vitoria-Gasteiz - Lesaca | média montanha | (193,5 km) |

| \| Classificação por etapas \| Classificação por etapas \| Classificação por etapas \| Classificação por etapas \| Classificação por etapas \| \| Ciclista \| Ciclista \| Equipe \| Tempo \| \| \| ------------------------ \| ------------------------ \| ------------------------ \| ------------------------ \| ------------------------ \| \| 1. \| Steve Cummings \| Dimension Data \| 5h01m57s \| \| \| 2. \| Simon Gerrans \| Orica-GreenEDGE \| + 0s \| \| \| 3. \| Fabio Felline \| Trek-Segafredo \| + 0s \| \| \| 4. \| Gianluca Brambilla \| Etixx-Quick Step \| + 0s \| \| \| 5. \| Giovanni Visconti \| Movistar Team \| + 0s \| \| \| 6. \| Simon Clarke \| Cannondale \| + 0s \| \| \| 7. \| Tony Gallopin \| Lotto-Soudal \| + 0s \| \| \| 8. \| Pello Bilbao \| Caja Rural-Seguros RGA \| + 0s \| \| \| 9. \| Serguei Chernetski \| Katusha \| + 0s \| \| \| 10. \| Sergio Henao \| Team Sky \| + 0s \| \| |                    |                        |          |
| |                    |                        |          |
| Fonte: ProCyclingStats |                    |                        |          |
| Classificação por etapas |                    |                        |          |
| Ciclista | Ciclista           | Equipe                 | Tempo    |
| 1. | Steve Cummings     | Dimension Data         | 5h01m57s |
| 2. | Simon Gerrans      | Orica-GreenEDGE        | + 0s     |
| 3. | Fabio Felline      | Trek-Segafredo         | + 0s     |
| 4. | Gianluca Brambilla | Etixx-Quick Step       | + 0s     |
| 5. | Giovanni Visconti  | Movistar Team          | + 0s     |
| 6. | Simon Clarke       | Cannondale             | + 0s     |
| 7. | Tony Gallopin      | Lotto-Soudal           | + 0s     |
| 8. | Pello Bilbao       | Caja Rural-Seguros RGA | + 0s     |
| 9. | Serguei Chernetski | Katusha                | + 0s     |
| 10. | Sergio Henao       | Team Sky               | + 0s     |

| \| Classificação geral \| Classificação geral \| Classificação geral \| Classificação geral \| Classificação geral \| \| Ciclista \| Ciclista \| Equipe \| Tempo \| \| \| ------------------- \| --------------------- \| ------------------- \| ------------------- \| ------------------- \| \| 1. \| Mikel Landa \| Team Sky \| 13h39m35s \| \| \| 2. \| Wilco Kelderman \| LottoNL-Jumbo \| + 1s \| \| \| 3. \| Sergio Henao \| Team Sky \| + 5s \| \| \| 4. \| Samuel Sánchez \| BMC Racing Team \| + 9s \| \| \| 5. \| Alberto Contador \| Tinkoff \| + 11s \| \| \| 6. \| Thibaut Pinot \| FDJ \| + 13s \| \| \| 7. \| Rui Costa \| Lampre-Merida \| + 15s \| \| \| 8. \| Nairo Quintana \| Movistar Team \| + 15s \| \| \| 9. \| Robert Gesink \| LottoNL-Jumbo \| + 15s \| \| \| 10. \| Sébastien Reichenbach \| FDJ \| + 15s \| \| |                       |                 |           |
| |                       |                 |           |
| Fonte: ProCyclingStats |                       |                 |           |
| Classificação geral |                       |                 |           |
| Ciclista | Ciclista              | Equipe          | Tempo     |
| 1. | Mikel Landa           | Team Sky        | 13h39m35s |
| 2. | Wilco Kelderman       | LottoNL-Jumbo   | + 1s      |
| 3. | Sergio Henao          | Team Sky        | + 5s      |
| 4. | Samuel Sánchez        | BMC Racing Team | + 9s      |
| 5. | Alberto Contador      | Tinkoff         | + 11s     |
| 6. | Thibaut Pinot         | FDJ             | + 13s     |
| 7. | Rui Costa             | Lampre-Merida   | + 15s     |
| 8. | Nairo Quintana        | Movistar Team   | + 15s     |
| 9. | Robert Gesink         | LottoNL-Jumbo   | + 15s     |
| 10. | Sébastien Reichenbach | FDJ             | + 15s     |

### Etapa 4
| Lesaca - Orio | média montanha | (165 km) |

| \| Classificação por etapas \| Classificação por etapas \| Classificação por etapas \| Classificação por etapas \| Classificação por etapas \| \| Ciclista \| Ciclista \| Equipe \| Tempo \| \| \| ------------------------ \| ------------------------ \| ------------------------ \| ------------------------ \| ------------------------ \| \| 1. \| Samuel Sánchez \| BMC Racing Team \| 4h13m12s \| \| \| 2. \| Rui Costa \| Lampre-Merida \| + 0s \| \| \| 3. \| Warren Barguil \| Giant-Alpecin \| + 0s \| \| \| 4. \| Alexis Vuillermoz \| AG2R La Mondiale \| + 0s \| \| \| 5. \| Sergio Henao \| Team Sky \| + 0s \| \| \| 6. \| Nairo Quintana \| Movistar Team \| + 0s \| \| \| 7. \| Alberto Contador \| Tinkoff \| + 0s \| \| \| 8. \| Wilco Kelderman \| LottoNL-Jumbo \| + 0s \| \| \| 9. \| Lawson Craddock \| Cannondale \| + 0s \| \| \| 10. \| Joaquim Rodríguez \| Katusha \| + 0s \| \| |                   |                  |          |
| |                   |                  |          |
| Fonte: ProCyclingStats |                   |                  |          |
| Classificação por etapas |                   |                  |          |
| Ciclista | Ciclista          | Equipe           | Tempo    |
| 1. | Samuel Sánchez    | BMC Racing Team  | 4h13m12s |
| 2. | Rui Costa         | Lampre-Merida    | + 0s     |
| 3. | Warren Barguil    | Giant-Alpecin    | + 0s     |
| 4. | Alexis Vuillermoz | AG2R La Mondiale | + 0s     |
| 5. | Sergio Henao      | Team Sky         | + 0s     |
| 6. | Nairo Quintana    | Movistar Team    | + 0s     |
| 7. | Alberto Contador  | Tinkoff          | + 0s     |
| 8. | Wilco Kelderman   | LottoNL-Jumbo    | + 0s     |
| 9. | Lawson Craddock   | Cannondale       | + 0s     |
| 10. | Joaquim Rodríguez | Katusha          | + 0s     |

| \| Classificação geral \| Classificação geral \| Classificação geral \| Classificação geral \| Classificação geral \| \| Ciclista \| Ciclista \| Equipe \| Tempo \| \| \| ------------------- \| --------------------- \| ------------------- \| ------------------- \| ------------------- \| \| 1. \| Wilco Kelderman \| LottoNL-Jumbo \| 17h52m48s \| \| \| 2. \| Sergio Henao \| Team Sky \| + 4s \| \| \| 3. \| Mikel Landa \| Team Sky \| + 7s \| \| \| 4. \| Samuel Sánchez \| BMC Racing Team \| + 8s \| \| \| 5. \| Alberto Contador \| Tinkoff \| + 10s \| \| \| 6. \| Thibaut Pinot \| FDJ \| + 12s \| \| \| 7. \| Rui Costa \| Lampre-Merida \| + 14s \| \| \| 8. \| Nairo Quintana \| Movistar Team \| + 14s \| \| \| 9. \| Robert Gesink \| LottoNL-Jumbo \| + 14s \| \| \| 10. \| Sébastien Reichenbach \| FDJ \| + 14s \| \| |                       |                 |           |
| |                       |                 |           |
| Fonte: ProCyclingStats |                       |                 |           |
| Classificação geral |                       |                 |           |
| Ciclista | Ciclista              | Equipe          | Tempo     |
| 1. | Wilco Kelderman       | LottoNL-Jumbo   | 17h52m48s |
| 2. | Sergio Henao          | Team Sky        | + 4s      |
| 3. | Mikel Landa           | Team Sky        | + 7s      |
| 4. | Samuel Sánchez        | BMC Racing Team | + 8s      |
| 5. | Alberto Contador      | Tinkoff         | + 10s     |
| 6. | Thibaut Pinot         | FDJ             | + 12s     |
| 7. | Rui Costa             | Lampre-Merida   | + 14s     |
| 8. | Nairo Quintana        | Movistar Team   | + 14s     |
| 9. | Robert Gesink         | LottoNL-Jumbo   | + 14s     |
| 10. | Sébastien Reichenbach | FDJ             | + 14s     |

### Etapa 5
| Orio - Arrate | alta montanha | (159 km) |

| \| Classificação por etapas \| Classificação por etapas \| Classificação por etapas \| Classificação por etapas \| Classificação por etapas \| \| Ciclista \| Ciclista \| Equipe \| Tempo \| \| \| ------------------------ \| ------------------------ \| ------------------------ \| ------------------------ \| ------------------------ \| \| 1. \| Diego Rosa \| Astana \| 4h19m19s \| \| \| 2. \| Sergio Henao \| Team Sky \| + 3m13s \| \| \| 3. \| Alberto Contador \| Tinkoff \| + 3m13s \| \| \| 4. \| Joaquim Rodríguez \| Katusha \| + 3m15s \| \| \| 5. \| Thibaut Pinot \| FDJ \| + 3m15s \| \| \| 6. \| Samuel Sánchez \| BMC Racing Team \| + 3m40s \| \| \| 7. \| Nairo Quintana \| Movistar Team \| + 3m41s \| \| \| 8. \| Lawson Craddock \| Cannondale \| + 3m56s \| \| \| 9. \| Rui Costa \| Lampre-Merida \| + 4m12s \| \| \| 10. \| Serge Pauwels \| Dimension Data \| + 4m12s \| \| |                   |                 |          |
| |                   |                 |          |
| Fonte: ProCyclingStats |                   |                 |          |
| Classificação por etapas |                   |                 |          |
| Ciclista | Ciclista          | Equipe          | Tempo    |
| 1. | Diego Rosa        | Astana          | 4h19m19s |
| 2. | Sergio Henao      | Team Sky        | + 3m13s  |
| 3. | Alberto Contador  | Tinkoff         | + 3m13s  |
| 4. | Joaquim Rodríguez | Katusha         | + 3m15s  |
| 5. | Thibaut Pinot     | FDJ             | + 3m15s  |
| 6. | Samuel Sánchez    | BMC Racing Team | + 3m40s  |
| 7. | Nairo Quintana    | Movistar Team   | + 3m41s  |
| 8. | Lawson Craddock   | Cannondale      | + 3m56s  |
| 9. | Rui Costa         | Lampre-Merida   | + 4m12s  |
| 10. | Serge Pauwels     | Dimension Data  | + 4m12s  |

| \| Classificação geral \| Classificação geral \| Classificação geral \| Classificação geral \| Classificação geral \| \| Ciclista \| Ciclista \| Equipe \| Tempo \| \| \| ------------------- \| --------------------- \| ------------------- \| ------------------- \| ------------------- \| \| 1. \| Sergio Henao \| Team Sky \| 22h15m24s \| \| \| 2. \| Alberto Contador \| Tinkoff \| + 6s \| \| \| 3. \| Thibaut Pinot \| FDJ \| + 10s \| \| \| 4. \| Joaquim Rodríguez \| Katusha \| + 12s \| \| \| 5. \| Samuel Sánchez \| BMC Racing Team \| + 31s \| \| \| 6. \| Nairo Quintana \| Movistar Team \| + 38s \| \| \| 7. \| Lawson Craddock \| Cannondale \| + 1m00s \| \| \| 8. \| Wilco Kelderman \| LottoNL-Jumbo \| + 1m07s \| \| \| 9. \| Rui Costa \| Lampre-Merida \| + 1m09s \| \| \| 10. \| Sébastien Reichenbach \| FDJ \| + 1m11s \| \| |                       |                 |           |
| |                       |                 |           |
| Fonte: ProCyclingStats |                       |                 |           |
| Classificação geral |                       |                 |           |
| Ciclista | Ciclista              | Equipe          | Tempo     |
| 1. | Sergio Henao          | Team Sky        | 22h15m24s |
| 2. | Alberto Contador      | Tinkoff         | + 6s      |
| 3. | Thibaut Pinot         | FDJ             | + 10s     |
| 4. | Joaquim Rodríguez     | Katusha         | + 12s     |
| 5. | Samuel Sánchez        | BMC Racing Team | + 31s     |
| 6. | Nairo Quintana        | Movistar Team   | + 38s     |
| 7. | Lawson Craddock       | Cannondale      | + 1m00s   |
| 8. | Wilco Kelderman       | LottoNL-Jumbo   | + 1m07s   |
| 9. | Rui Costa             | Lampre-Merida   | + 1m09s   |
| 10. | Sébastien Reichenbach | FDJ             | + 1m11s   |

### Etapa 6
| Eibar - Eibar | contrarrelógio individual | (16,5 km) |

| \| Classificação por etapas \| Classificação por etapas \| Classificação por etapas \| Classificação por etapas \| Classificação por etapas \| \| Ciclista \| Ciclista \| Equipe \| Tempo \| \| \| ------------------------ \| ------------------------ \| ------------------------ \| ------------------------ \| ------------------------ \| \| 1. \| Alberto Contador \| Tinkoff \| 29m13s \| \| \| 2. \| Nairo Quintana \| Movistar Team \| + 5s \| \| \| 3. \| Sergio Henao \| Team Sky \| + 18s \| \| \| 4. \| Adam Yates \| Orica-GreenEDGE \| + 53s \| \| \| 5. \| Samuel Sánchez \| BMC Racing Team \| + 1m04s \| \| \| 6. \| Thibaut Pinot \| FDJ \| + 1m09s \| \| \| 7. \| Rui Costa \| Lampre-Merida \| + 1m16s \| \| \| 8. \| Joaquim Rodríguez \| Katusha \| + 1m16s \| \| \| 9. \| Miguel Ángel López \| Astana \| + 1m21s \| \| \| 10. \| Pello Bilbao \| Caja Rural-Seguros RGA \| + 1m26s \| \| |                    |                        |         |
| |                    |                        |         |
| Fonte: ProCyclingStats |                    |                        |         |
| Classificação por etapas |                    |                        |         |
| Ciclista | Ciclista           | Equipe                 | Tempo   |
| 1. | Alberto Contador   | Tinkoff                | 29m13s  |
| 2. | Nairo Quintana     | Movistar Team          | + 5s    |
| 3. | Sergio Henao       | Team Sky               | + 18s   |
| 4. | Adam Yates         | Orica-GreenEDGE        | + 53s   |
| 5. | Samuel Sánchez     | BMC Racing Team        | + 1m04s |
| 6. | Thibaut Pinot      | FDJ                    | + 1m09s |
| 7. | Rui Costa          | Lampre-Merida          | + 1m16s |
| 8. | Joaquim Rodríguez  | Katusha                | + 1m16s |
| 9. | Miguel Ángel López | Astana                 | + 1m21s |
| 10. | Pello Bilbao       | Caja Rural-Seguros RGA | + 1m26s |

## Classificações finais
- As classificações finalizaram da seguinte forma:

### Classificação geral
| \| Classificação geral \| Classificação geral \| Classificação geral \| Classificação geral \| Classificação geral \| \| Ciclista \| Ciclista \| Equipe \| Tempo \| \| \| ------------------- \| --------------------- \| ---------------------- \| ------------------- \| ------------------- \| \| 1. \| Alberto Contador \| Tinkoff \| 22h44m43s \| \| \| 2. \| Sergio Henao \| Team Sky \| + 12s \| \| \| 3. \| Nairo Quintana \| Movistar Team \| + 37s \| \| \| 4. \| Thibaut Pinot \| FDJ \| + 1m13s \| \| \| 5. \| Joaquim Rodríguez \| Katusha \| + 1m22s \| \| \| 6. \| Samuel Sánchez \| BMC Racing Team \| + 1m29s \| \| \| 7. \| Rui Costa \| Lampre-Merida \| + 2m19s \| \| \| 8. \| Simon Špilak \| Katusha \| + 2m47s \| \| \| 9. \| Lawson Craddock \| Cannondale \| + 2m52s \| \| \| 10. \| Wilco Kelderman \| LottoNL-Jumbo \| + 3m14s \| \| \| 11. \| Louis Vervaeke \| Lotto-Soudal \| + 3m15s \| \| \| 12. \| Mikel Landa \| Team Sky \| + 3m19s \| \| \| 13. \| Sébastien Reichenbach \| FDJ \| + 3m22s \| \| \| 14. \| Pierre Latour \| AG2R La Mondiale \| + 3m30s \| \| \| 15. \| Alexis Vuillermoz \| AG2R La Mondiale \| + 3m43s \| \| \| 16. \| Giovanni Visconti \| Movistar Team \| + 4m04s \| \| \| 17. \| Pello Bilbao \| Caja Rural-Seguros RGA \| + 4m33s \| \| \| 18. \| Bauke Mollema \| Trek-Segafredo \| + 4m39s \| \| \| 19. \| Serge Pauwels \| Dimension Data \| + 5m57s \| \| \| 20. \| Miguel Ángel López \| Astana \| + 7m03s \| \| |                       |                        |           |
| |                       |                        |           |
| Fontes: ProCyclingStats Cycling Quotient Cycling Archives |                       |                        |           |
| Classificação geral |                       |                        |           |
| Ciclista | Ciclista              | Equipe                 | Tempo     |
| 1. | Alberto Contador      | Tinkoff                | 22h44m43s |
| 2. | Sergio Henao          | Team Sky               | + 12s     |
| 3. | Nairo Quintana        | Movistar Team          | + 37s     |
| 4. | Thibaut Pinot         | FDJ                    | + 1m13s   |
| 5. | Joaquim Rodríguez     | Katusha                | + 1m22s   |
| 6. | Samuel Sánchez        | BMC Racing Team        | + 1m29s   |
| 7. | Rui Costa             | Lampre-Merida          | + 2m19s   |
| 8. | Simon Špilak          | Katusha                | + 2m47s   |
| 9. | Lawson Craddock       | Cannondale             | + 2m52s   |
| 10. | Wilco Kelderman       | LottoNL-Jumbo          | + 3m14s   |
| 11. | Louis Vervaeke        | Lotto-Soudal           | + 3m15s   |
| 12. | Mikel Landa           | Team Sky               | + 3m19s   |
| 13. | Sébastien Reichenbach | FDJ                    | + 3m22s   |
| 14. | Pierre Latour         | AG2R La Mondiale       | + 3m30s   |
| 15. | Alexis Vuillermoz     | AG2R La Mondiale       | + 3m43s   |
| 16. | Giovanni Visconti     | Movistar Team          | + 4m04s   |
| 17. | Pello Bilbao          | Caja Rural-Seguros RGA | + 4m33s   |
| 18. | Bauke Mollema         | Trek-Segafredo         | + 4m39s   |
| 19. | Serge Pauwels         | Dimension Data         | + 5m57s   |
| 20. | Miguel Ángel López    | Astana                 | + 7m03s   |

### Classificação da regularidade
| Classificação por pontos | Classificação por pontos | Classificação por pontos | Classificação por pontos | Classificação por pontos |
| Ciclista                 | Ciclista                 | Equipe                   | Pontos                   |                          |
| ------------------------ | ------------------------ | ------------------------ | ------------------------ | ------------------------ |
| 1.                       | Sergio Henao             | Team Sky                 | 70 pts                   |                          |
| 2.                       | Alberto Contador         | Tinkoff                  | 62 pts                   |                          |
| 3.                       | Samuel Sánchez           | BMC Racing Team          | 61 pts                   |                          |
| 4.                       | Rui Costa                | Lampre-Merida            | 51 pts                   |                          |
| 5.                       | Nairo Quintana           | Movistar Team            | 47 pts                   |                          |
| 6.                       | Thibaut Pinot            | FDJ                      | 37 pts                   |                          |
| 7.                       | Joaquim Rodríguez        | Katusha                  | 33 pts                   |                          |
| 8.                       | Wilco Kelderman          | LottoNL-Jumbo            | 30 pts                   |                          |
| 9.                       | Fabio Felline            | Trek-Segafredo           | 30 pts                   |                          |
| 10.                      | Mikel Landa              | Team Sky                 | 26 pts                   |                          |

### Classificação da montanha
| Classificação da montanha | Classificação da montanha | Classificação da montanha  | Classificação da montanha | Classificação da montanha |
| Ciclista                  | Ciclista                  | Equipe                     | Pontos                    |                           |
| ------------------------- | ------------------------- | -------------------------- | ------------------------- | ------------------------- |
| 1.                        | Diego Rosa                | Astana                     | 55 pts                    |                           |
| 2.                        | Stefan Denifl             | IAM Cycling                | 53 pts                    |                           |
| 3.                        | Nicolas Edet              | Cofidis, Solutions Crédits | 28 pts                    |                           |
| 4.                        | Carlos Verona             | Etixx-Quick Step           | 27 pts                    |                           |
| 5.                        | Luis Ángel Maté           | Cofidis, Solutions Crédits | 22 pts                    |                           |
| 6.                        | Jonathan Lastra           | Caja Rural-Seguros RGA     | 21 pts                    |                           |
| 7.                        | Alberto Contador          | Tinkoff                    | 15 pts                    |                           |
| 8.                        | Sander Armée              | Lotto-Soudal               | 15 pts                    |                           |
| 9.                        | Dario Cataldo             | Astana                     | 14 pts                    |                           |
| 10.                       | Sergio Henao              | Team Sky                   | 13 pts                    |                           |

### Classificação das metas volantes
| Classificação por velocidade | Classificação por velocidade | Classificação por velocidade | Classificação por velocidade | Classificação por velocidade |
| Ciclista                     | Ciclista                     | Equipe                       | Pontos                       |                              |
| ---------------------------- | ---------------------------- | ---------------------------- | ---------------------------- | ---------------------------- |
| 1.                           | Nicolas Edet                 | Cofidis, Solutions Crédits   | 11 pts                       |                              |
| 2.                           | Diego Rosa                   | Astana                       | 9 pts                        |                              |
| 3.                           | Stefan Denifl                | IAM Cycling                  | 9 pts                        |                              |
| 4.                           | Luis Ángel Maté              | Cofidis, Solutions Crédits   | 7 pts                        |                              |
| 5.                           | Dario Cataldo                | Astana                       | 6 pts                        |                              |

### Classificação por equipas
| Classificação por equipes | Classificação por equipes  | Classificação por equipes | Classificação por equipes |
| Equipe                    | Equipe                     | Tempo                     |                           |
| ------------------------- | -------------------------- | ------------------------- | ------------------------- |
| 1.                        | Sky                        | 68h26m46s                 |                           |
| 2.                        | Astana                     | + 6m10s                   |                           |
| 3.                        | Katusha                    | + 6m35s                   |                           |
| 4.                        | AG2R La Mondiale           | + 12m32s                  |                           |
| 5.                        | Cofidis, Solutions Crédits | + 13m09s                  |                           |

## Evolução das classificações
| Etapa (Vencedor)                   | Classificação geral | Classificação da montanha | Classificação da regularidade | Classificação de as metas volantes | Classificação por equipas |
| ---------------------------------- | ------------------- | ------------------------- | ----------------------------- | ---------------------------------- | ------------------------- |
| 1.ª etapa (Luis León Sánchez)      | Luis León Sánchez   | Jonathan Lastra           | Luis León Sánchez             | Nicolas Edet                       | AG2R La Mondiale          |
| 2.ª etapa (Mikel Landa)            | Mikel Landa         | Nicolas Edet              | Mikel Landa                   | Nicolas Edet                       | Sky                       |
| 3.ª etapa (Stephen Cummings)       | Mikel Landa         | Stefan Denifl             | Simon Gerrans                 | Stefan Denifl                      | Sky                       |
| 4.ª etapa (Samuel Sánchez)         | Wilco Kelderman     | Stefan Denifl             | Samuel Sánchez                | Stefan Denifl                      | Katusha                   |
| 5.ª etapa (Diego Rosa)             | Sergio Luis Henao   | Diego Rosa                | Sergio Luis Henao             | Nicolas Edet                       | Sky                       |
| 6.ª etapa (CRI) (Alberto Contador) | Alberto Contador    | Diego Rosa                | Sergio Luis Henao             | Nicolas Edet                       | Sky                       |
| Final                              | Alberto Contador    | Diego Rosa                | Sergio Luis Henao             | Nicolas Edet                       | Sky                       |

## UCI World Tour
A Volta ao País Basco outorga pontos para o UCI WorldTour de 2016, para corredores de equipas nas categorias UCI ProTeam, Profissional Continental e Equipas Continentais. As seguintes tabelas são o barómetro de pontuação e os corredores que obtiveram pontos:
| Posição             | 1.º | 2.º | 3.º | 4.º | 5.º | 6.º | 7.º | 8.º | 9.º | 10.º |
| Classificação geral | 100 | 80  | 70  | 60  | 50  | 40  | 30  | 20  | 10  | 4    |
| Por etapa           | 6   | 4   | 2   | 1   | 1   |     |     |     |     |      |

Ademais, também outorgou pontos para o UCI World Ranking (classificação global de todas as corridas internacionais).
| Posição             | 1.º | 2.º | 3.º | 4.º | 5.º | 6.º | 7.º | 8.º | 9.º | 10.º |
| Classificação geral | 400 | 320 | 260 | 220 | 180 | 140 | 120 | 100 | 80  | 68   |
| Por etapa           | 50  | 20  | 8   |     |     |     |     |     |     |      |
| Líder               | 8   |     |     |     |     |     |     |     |     |      |